# Thomas Larsson (fotbollsspelare)
Nils Thomas "Polletten" Larsson, född 20 januari 1955 i Norrköping, är en tidigare svensk fotbollsspelare. Larsson spelade i Jonsereds IF och sedan för Örgryte IS innan han blev proffs i Olympique GC Nice (1982–1985). Han återkom till Öis och blev svensk mästare med Örgryte 1985. Thomas Larsson gjorde 11 A-landskamper (6 mål) 1981–1982.